# Équipe du Koweït masculine de handball
L'équipe du Koweït de handball représente la fédération du Koweït de handball lors des compétitions internationales, notamment lors des championnats du monde et des championnats du d'Asie.
Cette formation a participé à plusieurs reprises aux championnats du monde.

## Palmarès
| Jeux olympiques - 1980 : 12e place - 1996 : 12e place Championnats du monde - 1982 : 15e - 1995 : 20e - 1999 : 19e - 2001 : 23e - 2003 : 20e - 2005 : 22e - 2007 : 18e - 2009 : 22e Coupe intercontinentale - 1998 : 2e Jeux asiatiques - 1982 : 4e place - 1986 : 4e place - 1994 : 4e place - 1998 : vice-champion - 2002 : vice-champion - 2006 : champion - 2014 : 5e place | Championnats d'Asie - 1977 : 4e place - 1979 : 3e place - 1983 : 3e place - 1987 : 3e place - 1989 : 3e place - 1991 : Non qualifié - 1993 : vice-champion - 1995 : champion - 2000 : Retiré de la compétition - 2002 : champion - 2004 : champion - 2006 : champion - 2008 : vice-champion - 2010 : suspendu - 2012 : 8e place - 2014 : 7e place - 2016 : suspendu - 2018 : suspendu |

## Personnalités
- Fahad Al-Ahmed Al-Jaber Al-Sabah : président fondateur de la fédération koweïtienne de handball, du 5 mai 1966 au 2 août 1990
- Ahmad al-Fahd al-Sabah : président de la fédération koweïtienne de handball, du 2 août 1990 au ?
- Anatoli Evtouchenko : sélectionneur dans les années 1990, vainqueur du Championnats du d'Asie en 1995
- Velimir Kljaić : sélectionneur de 2001 à 2002